# Sefophe
Sefophe é uma vila localizada no Distrito Central em Botswana que dista cerca de 27 km do distrito urbano Selebi-Phikwe. Possuía, em 2011, uma população estimada de 6 062 habitantes.